# Xenochalepus tandilensis
Xenochalepus tandilensis là một loài bọ cánh cứng trong họ Chrysomelidae. Loài này được Bruch miêu tả khoa học năm 1933.